# Sretenski Boelvar
Sretenski Boelvar (Russisch: Сретенский бульвар uitspraakⓘ) is een station aan de Ljoeblinsko-Dmitrovskaja-lijn van de Moskouse metro. Het station werd op 29 december 2007 ingevoegd in de bestaande Ljoeblinsko-Dmitrovskaja-lijn tussen de stations Tsjkalovskaja en Troebnaja. De naam komt van de gelijknamige boulevard die aan de westkant uitkomt op het Toergenevskajaplein dat boven de drie metrostations ligt.

## Geschiedenis
In de jaren 80 van de twintigste eeuw werd lijn 10 ontworpen om een aantal metroloze buurten op de metro aan te sluiten. Hierbij werden voor het eerst ook overstappunten buiten de Koltsevaja-lijn gepland om de stations in het centrum te ontlasten. De bouw van het deel ten zuiden van Tsjkalovskaja, de Ljoeblino-radius, begon in 1988. De bouw van het deel ten noorden van Tsjkalovskaja, waaronder Sretenski Boelvar, begon in 1990 maar kwam in 1996 tot staan door de economische crisis die na het uiteenvallen van de Sovjet-Unie ontstond.  De werkzaamheden werden hervat in 2004 nadat gelden vrijkwamen toen verder uitstel niet meer verantwoord was. Er dreigde instortingen in het metroknooppunt bij het  Toergenevskajaplein omdat de stutten en stempels, die voor de aanleg waren geplaatst voor een periode 2 tot 3 jaar, inmiddels al 8 jaar zonder onderhoud de bovenliggende perrons en gebouwen steunden. Voor het voltooien van eerste twee stations van de Dmitrovsko-radius, het deel ten noorden van Koerskaja, werd drie jaar uitgetrokken. Troebnaja en de tunnels voor de metro waren in augustus 2007 gereed, net als het perron van Sretenski Boelvar. Door tegenslagen bij de bouw van de toegangsschachten voor de roltrappen werd het station pas op 29 december 2007 om 12:00 uur geopend voor reizigers. Door vertraging bij de levering van roltrappen door een fabriek in St. Petersburg konden de reizigers in eerste instantie alleen overstappen naar Toergenevskaja. Op 13 januari 2008 waren de roltrappen alsnog gereed en kon ook naar Tsjistyje Proedy worden overgestapt. De eigen toegang tussen straat en perron was pas in mei 2011 gereed toen een directe roltrap tussen de overstaptunnel aan de westkant van het perron en de eigen verdeelhal, onder het kruispunt van de Sretenski Boelvar en de Prospekt Akademik Sacharova, werden geopend. De opening van deze verdeelhal werd verschillende keren uitgesteld, na de openingsceremonie hoefden reizigers niet meer via de andere stations om de uitgang te bereiken.

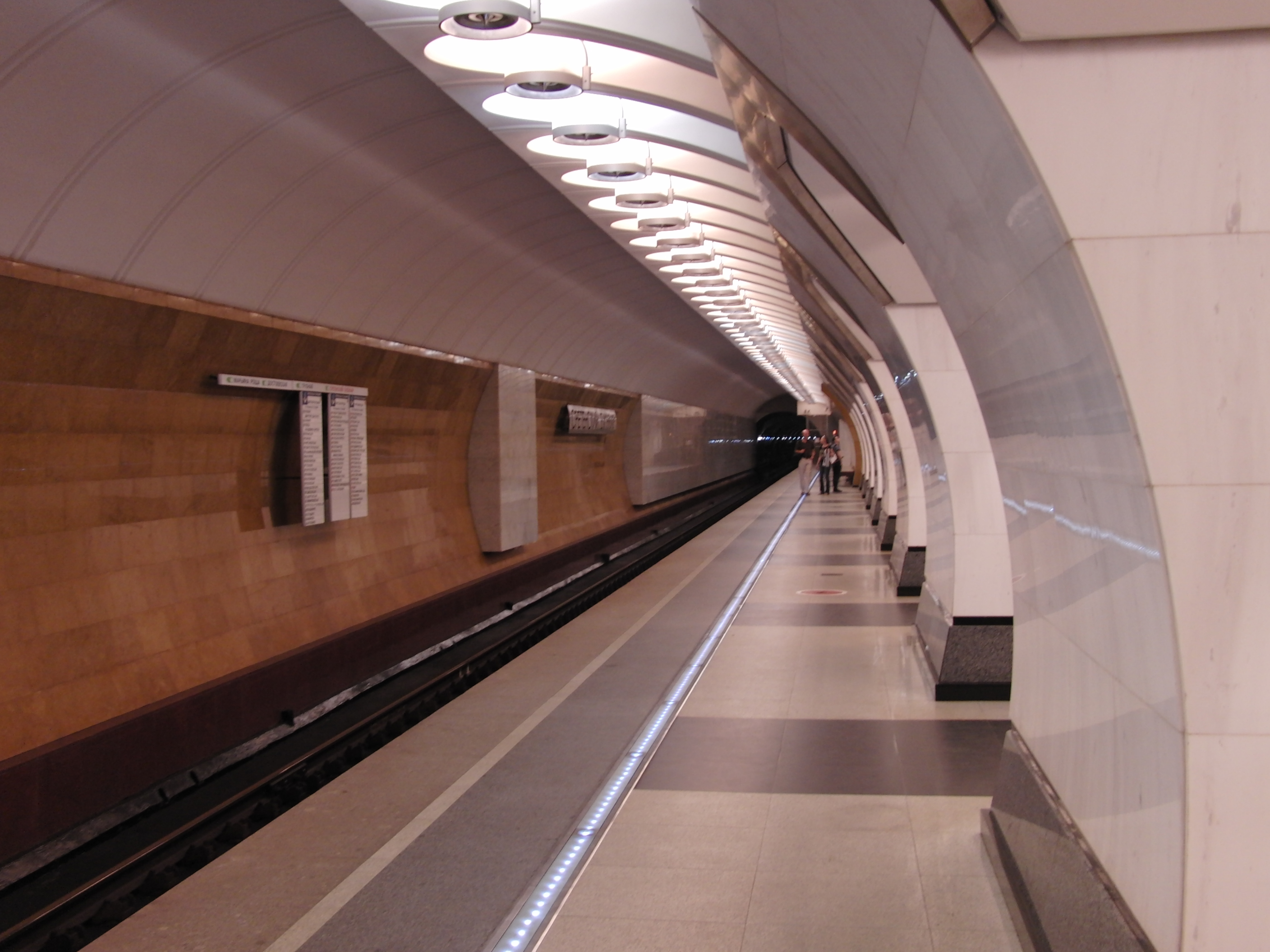
Het perron
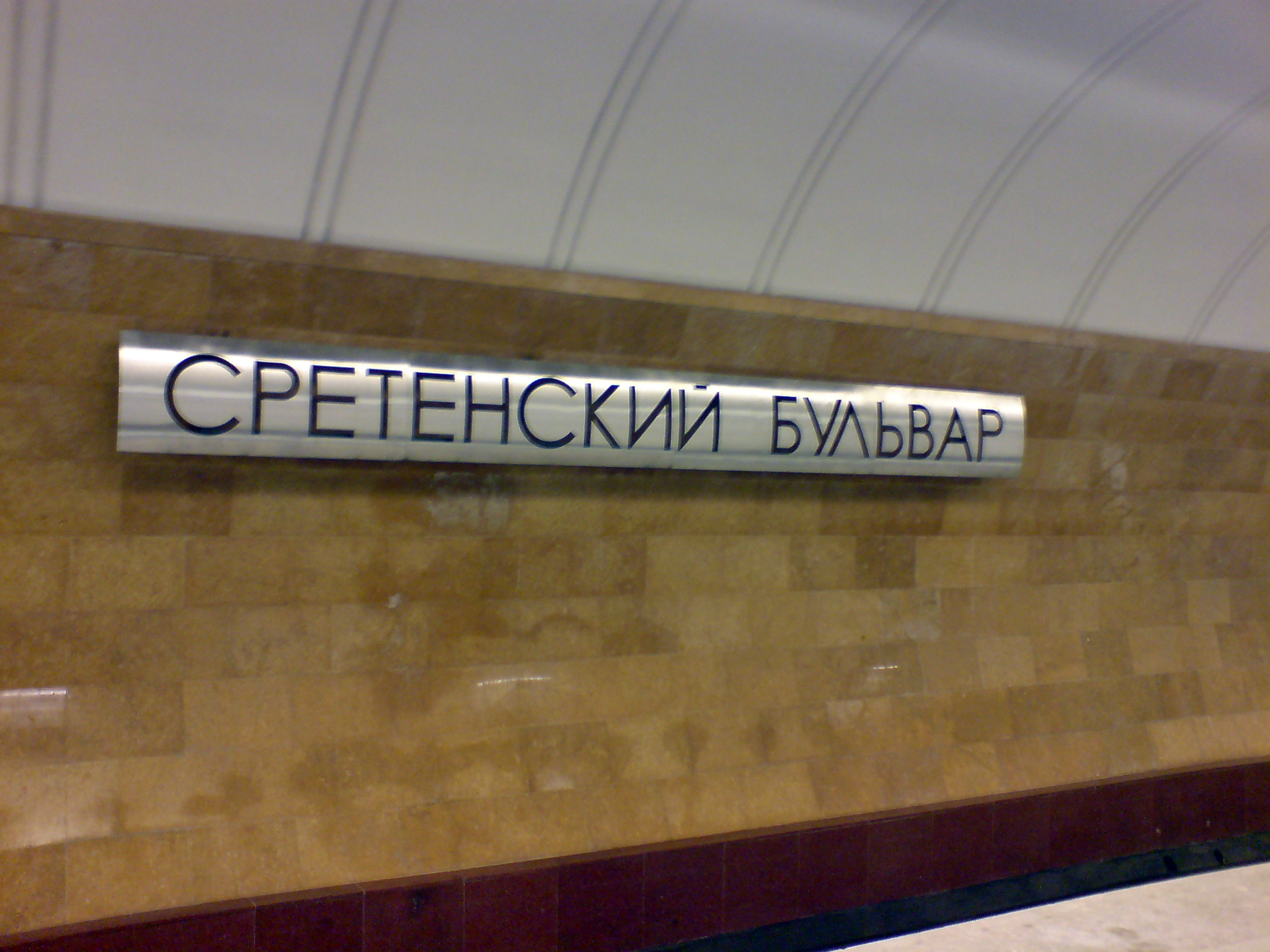
De naam op de perronwand
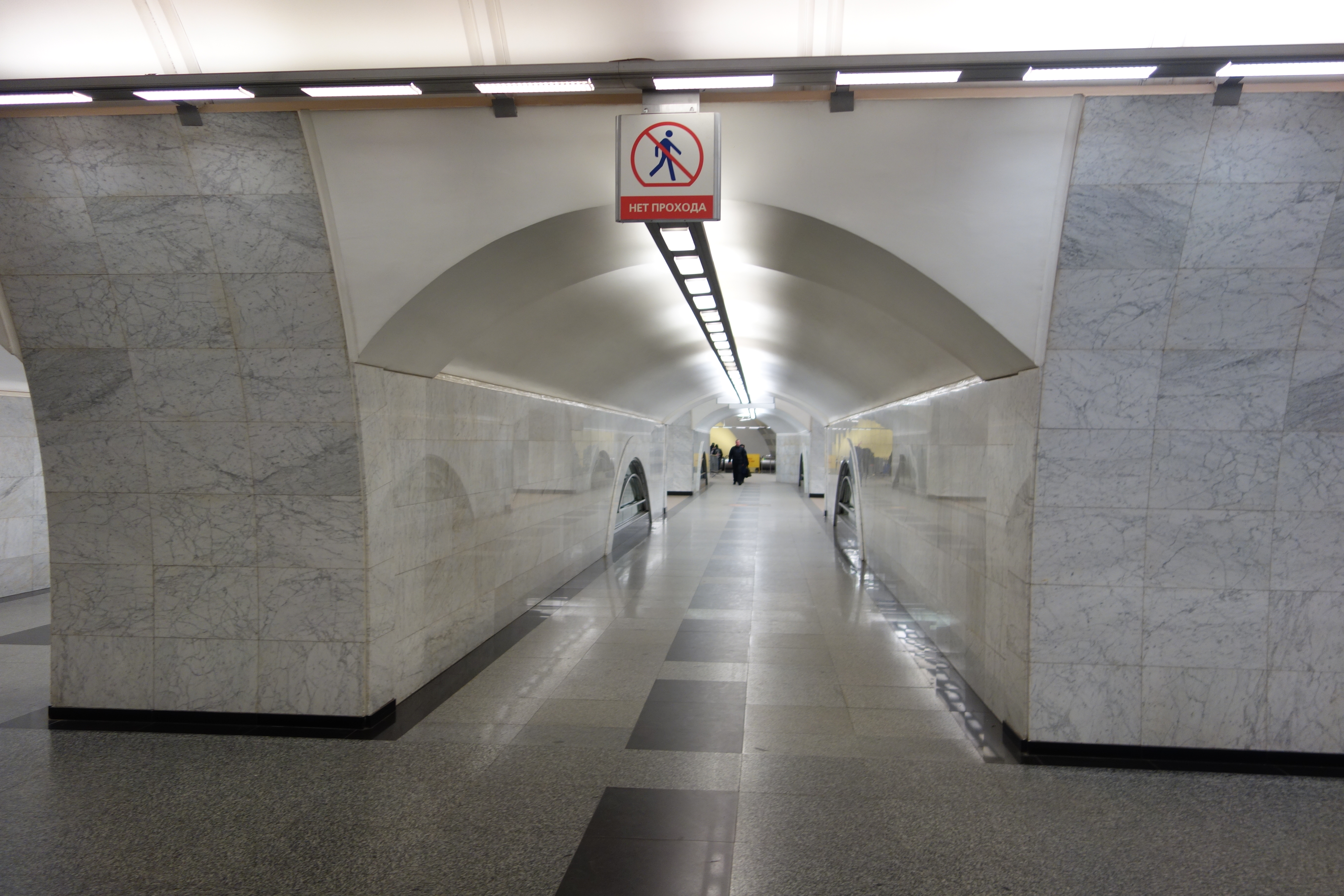
De overstaptunnels naar Tsjistyje Proedy

## Inrichting
Ondergronds is er sprake van een pylonenstation op 60 meter diepte met een strakke vormgeving van vooral de doorgangen tussen de perrons en de middenhal. De tunnelwanden en de pylonen zijn bekleed met marmer in lichte kleuren, terwijl de vloer van de middenhal en de perrons donkerder zijn door het gebruikt van grijs en zwart graniet.  Na Majakovskaja aan de Zamoskvoretskaja-lijn en Medvedkovo aan de Kaloezjsko-Rizjskaja-lijn is Sretenski Boelvar het derde metrostation in Moskou waar roestvast staal is gebruikt voor de afwerking. Vooral in de middenhal is het prominent aanwezig als omlijsting van de doorgangen naar de perrons. De gewelven zijn gemaakt van witte glasvezel en doen zodoende ook dienst als afdichting tegen het grondwater. De dertig pylonen hebben aan de kant van de middenhal een nis die bekleed is met marmer. Het aanvankelijke plan om de nissen van drie meter hoge bronzen en stenen beelden te voorzien is om financiële redenen niet uitgevoerd. In plaats daarvan ontwierp kunstenaar Loebennikov stalen silhouletten die in 24 van de nissen zijn aangebracht op de marmeren bekleding. De silhouetten hebben de vorm van beelden en bloempotten, de afbeeldingen op de silhouetten zijn van burgers, bomen, beelden en gebouwen langs de boulevardring. De fabriek etste de afbeeldingen in het staal en door een speciale techniek zien ze er niet uit als zwart-wit foto's maar hebben ze een okerkleurige tint. Ieder silhouet heeft eigen foto's die worden aangelicht door spotjes die aan het gewelf zijn opgehangen. De verlichting van het gewelf in de middenhal komt van lichtbakken die op de omlijsting van de doorgangen is geplaatst en het gewelf aanschijnen. De perrons worden verlicht door armaturen die onder boogvormige uitsparingen in het gewelf hangen, ook hier is sprake van indirecte verlichting.

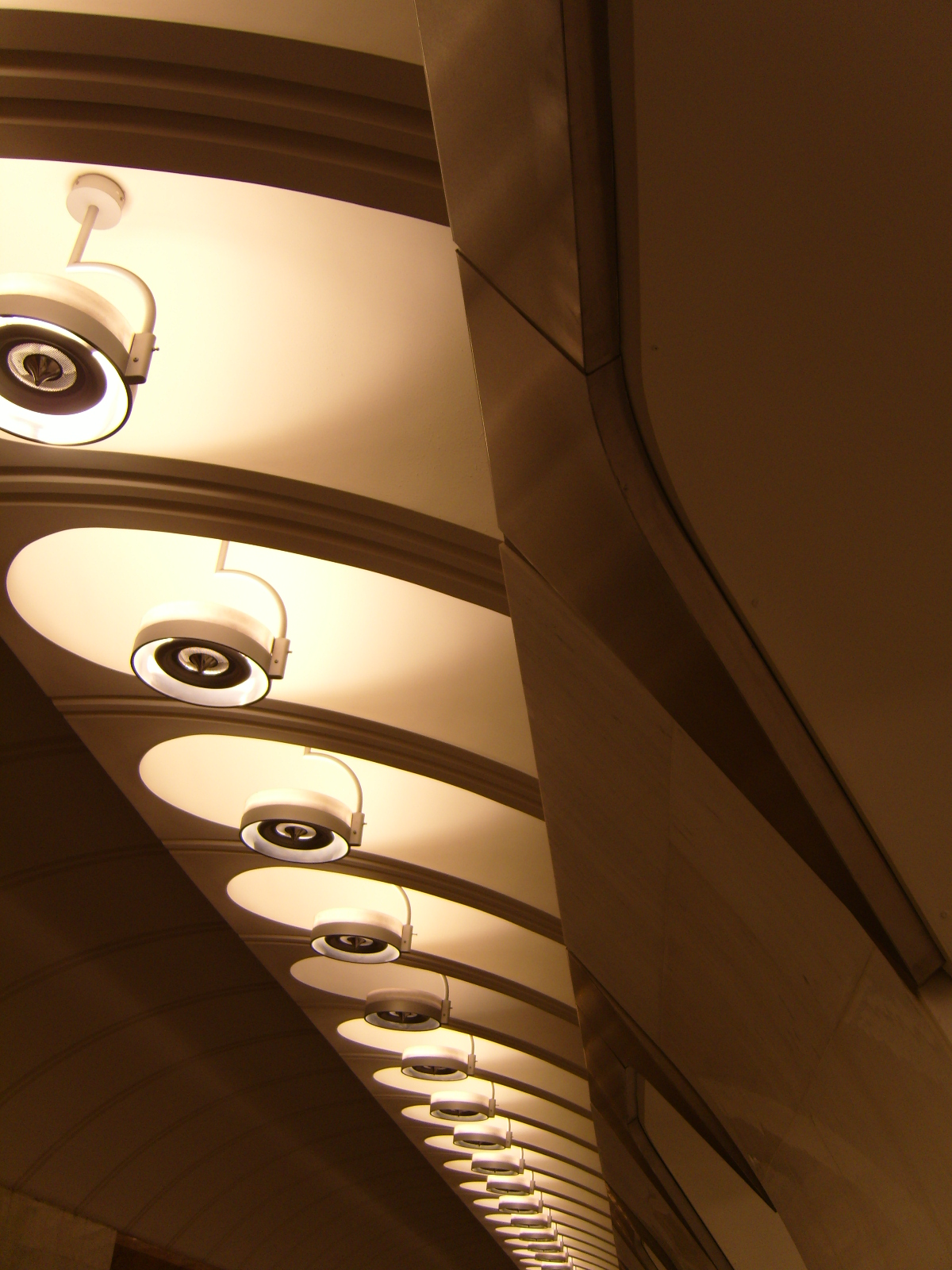
De lampen boven het perron
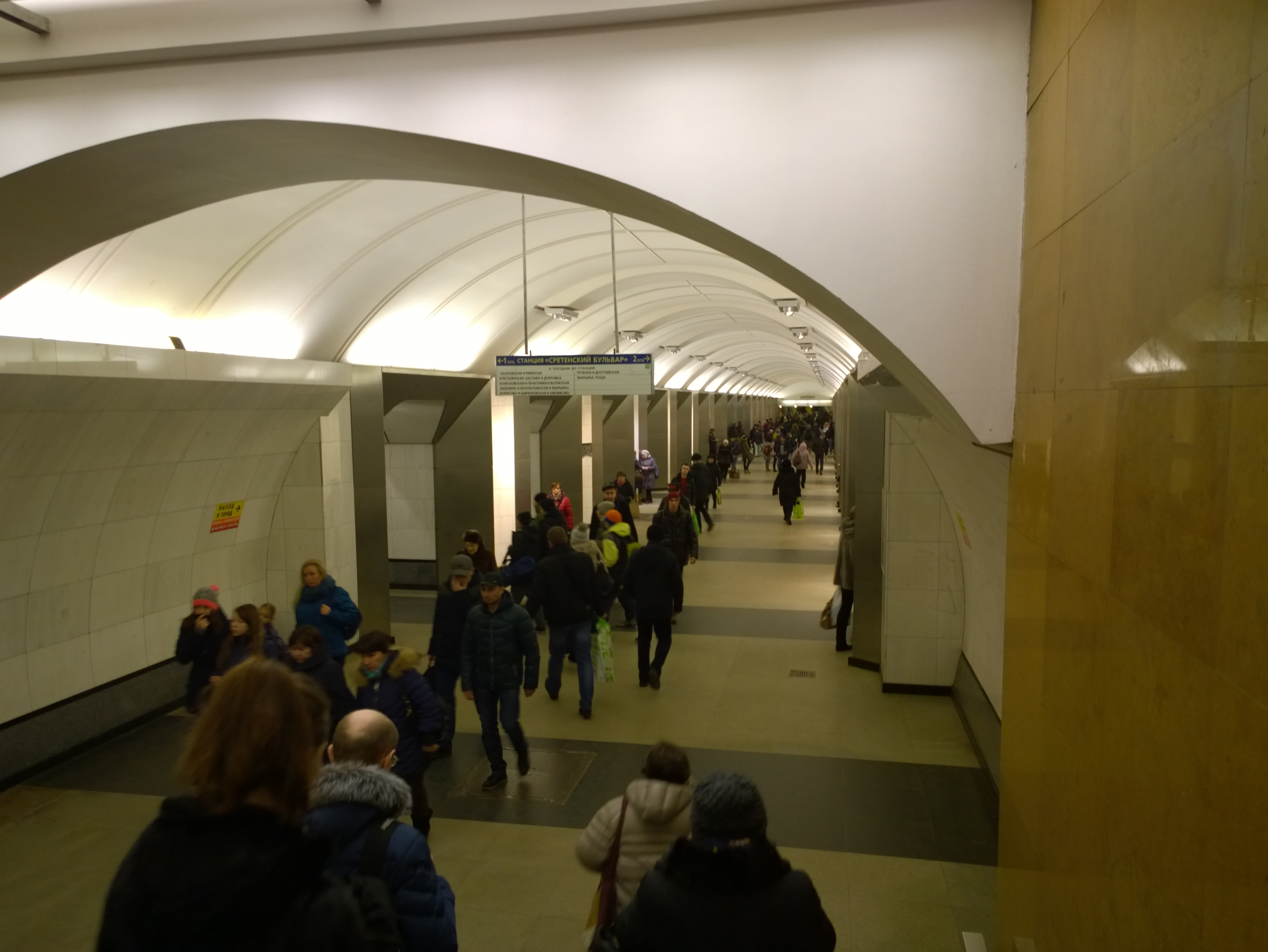
De middenhal gezien uit het oosten

## Overstap en toegangen
Het perron ligt oost-west, aan de oostkant van het perron zijn vaste trappen die het perron verbinden met een tussenverdieping. Deze tussenverdieping is met roltrappen verbonden met de noordkant van het perron van Tsjistyje Proedy. Om deze verbinding te maken werd de noordwand van Tsjistyje Proedy, dat tot 1990 Kirovskaja heette, doorgebroken. Het beeld van Sergej Kirov van de hand van Manizier dat in 1935 voor deze wand was geplaatst werd verwijderd en in april 2008 teruggeplaatst in de tussenverdieping aan de westkant van het perron. Deze tussenverdieping is met een vaste trap verbonden met de noordkant van Toergenevskaja en sinds 2011 ook met de eigen verdeelhal. De totale afstand tussen perron en verdeelhal bedraagt 182 meter en is daarmee de langste in een Moskous metrostation. De roltrap tussen de verdeelhal en de tussenverdieping zou 100 meter lang worden maar dat is teruggebracht tot 79 meter. De verdeelhal zelf is opgesierd met kleurrijke afbeeldingen van spelende kinderen.   

## Reizigersverkeer
Schattingen van het aantal reizigers gingen uit van 10.800 instappers en 20.100 uitstappers per uur. De opening van Sretenski Boelvar en Troebnaja vier maanden eerder, betekende een flinke daling van het aantal reizigers tussen Koerskaja en Komsomolskaja aan de Koltsevaja-lijn. Het baanvak van de Ljoeblinsko-Dmitrovskaja-lijn door het centrum vormde een alternatief voor de reizigers tussen de Serpoechovsko-Timirjazevskaja-lijn, de Sokolnitsjeskaja-lijn en de Kaloezjsko-Rizjskaja-lijn. Reizigers kunnen op even dagen vanaf 5:49 uur de metro nemen, op oneven dagen is dit in noordelijke richting om 5:56 uur en in zuidelijke richting een minuut eerder.